# Aleksandr Kuzniecow
Aleksandr Konstantinowicz Kuzniecow (ros. Александр Константинович Кузнецов, ur. we wrześniu 1903 w Carycynie, zm. w grudniu 1948 w Moskwie) – funkcjonariusz radzieckich służb specjalnych, generał major.

## Życiorys
Do 1919 uczeń szkoły w Carycynie, później pracował jako referent w szpitalu w Carycynie. Od sierpnia 1921 do listopada 1925 służył w marynarce wojennej, marynarz Flotylli Kaspijskiej w Astrachaniu i w Baku, od lutego 1925 członek RKP(b)/WKP(b). Od listopada 1925 w organach OGPU, 1928-1931 pełnomocnik Wydziału Kontrwywiadowczego i Wydziału Ekonomicznego okręgowego oddziału/sektora operacyjnego GPU w Stalingradzie, od kwietnia 1931 do kwietnia 1932 uczył się w Centralnej Szkole OGPU w Moskwie, w której następnie był kierownikiem grupy szkoleniowej, od 23 lutego 1936 porucznik bezpieczeństwa państwowego, od 1 lutego 1937 do 1938 pełnomocnik operacyjny Sekcji 11 Wydziału 1 Głównego Zarządu Bezpieczeństwa Państwowego, od 1938 do 28 grudnia 1939 pełnomocnik operacyjny Oddziału 10 Wydziału 1 Głównego Zarządu Bezpieczeństwa Państwowego, od 25 kwietnia 1939 starszy porucznik bezpieczeństwa państwowego. Od 28 grudnia 1939 do 10 czerwca 1940 szef Oddziału 3 Wydziału 1 Głównego Zarządu Bezpieczeństwa Państwowego, 14 marca 1940 awansowany na kapitana bezpieczeństwa państwowego, od 10 czerwca 1940 do 27 lutego 1941 zastępca szefa Oddziału 3 Wydziału 1 Głównego Zarządu Bezpieczeństwa Państwowego, od 27 lutego do 8 sierpnia 1941 zastępca szefa Wydziału 1 NKGB ZSRR, 12 lipca 1941 awansowany na majora bezpieczeństwa państwowego. Od 8 sierpnia 1941 do 17 maja 1943 zastępca szefa Wydziału 1 NKWD ZSRR, 14 lutego 1943 awansowany na komisarza bezpieczeństwa państwowego, od 17 maja do 9 sierpnia 1943 zastępca szefa Wydziału 4 Zarządu 6 NKGB ZSRR, od 9 sierpnia 1943 do 15 kwietnia 1946 szef Zarządu 6 NKGB/MGB ZSRR, 9 lipca 1945 mianowany generałem majorem. Od 15 kwietnia do 25 grudnia 1946 szef Zarządu Ochrony nr 1 MGB ZSRR, od 25 grudnia 1946 do 9 marca 1947 zastępca szefa Głównego Zarządu Ochrony MGB ZSRR, później szef Wydziału 2 Zarządu MGB obwodu kałuskiego. Skreślony z ewidencji 17 grudnia 1948 z powodu śmierci. Pochowany na Cmentarzu Nowodziewiczym.

## Odznaczenia
- Order Lenina (6 listopada 1946)
- Order Czerwonego Sztandaru (trzykrotnie - 20 września 1943, 3 listopada 1944 i 16 września 1945)
- Order Kutuzowa II klasy (24 lutego 1945)

I 2 medale.